# Jim Keller
James B. Keller connu sur le nom de Jim Keller (né en 1958/1959) est un ingénieur de microprocesseurs connu pour son travail chez AMD et Apple. Il a été l’architecte principal de la microarchitecture AMD K8 (y compris l’original Athlon 64),, et a participé à la conception des processeurs Athlon (K7) et Apple A4/A5,,. Il était également coauteur des spécifications du jeu d’instructions x86-64 et de l’interconnexion HyperTransport. De 2012 à 2015, il est retourné chez AMD pour travailler sur les microarchitectures AMD K12 (en) et Zen,.

## Éducation
Il est titulaire d’un baccalauréat en génie électrique de l’Université d’État de Pennsylvanie, qu’il a obtenu en 1980.

## Carrière
Jim Keller s’est joint à DEC en 1982 et y a travaillé jusqu’en 1998, où il a participé à la conception d’un certain nombre de processeurs, y compris le VAX 8800, l’Alpha 21164 et l’Alpha 21264. Avant DEC, il avait travaillé chez Harris Corporation sur des cartes à microprocesseur. En 1998, il est passé à AMD, où il a travaillé au lancement du processeur AMD Athlon (K7) et a été l’architecte principal de la microarchitecture AMD K8, qui comprenait également la conception du jeu d’instructions x86-64 et de l’interconnexion HyperTransport principalement utilisée pour les communications multiprocesseurs.
En 1999, il quitte AMD pour travailler chez SiByte pour concevoir des processeurs MIPS pour des interfaces réseau 1 Gbit/s et d’autres périphériques. En novembre 2000, SiByte est acquis par Broadcom, où il demeure architecte en chef jusqu’en 2004.
En 2004, il est devenu vice-président de l’ingénierie chez P.A. Semi, une entreprise spécialisée dans les processeurs mobiles de faible puissance. Au début de 2008 Keller est embauché par Apple. P.A. Semi a été acquis par Apple peu de temps après, réunissant Keller avec son équipe précédente de P.A. Semi. La nouvelle équipe a travaillé à la conception des processeurs mobiles système sur puce Apple A4 et A5. Ces processeurs ont été utilisés dans plusieurs produits Apple, y compris iPhone 4, 4S, iPad et iPad 2.
En août 2012, Jim Keller est retourné chez AMD, où sa tâche principale était de diriger le développement de la nouvelle génération de microarchitectures x86-64 et ARM appelées Zen et K12. Après des années d’incapacité à rivaliser avec Intel sur le marché des processeurs haut de gamme, la nouvelle génération de processeurs Zen a restauré la capacité d’AMD à faire exactement cela. Le 18 septembre 2015, Keller a quitté AMD pour poursuivre d’autres possibilités, mettant ainsi fin à son emploi de trois ans à AMD.
En janvier 2016, Keller s’est joint à Tesla, Inc. à titre de vice-président de Autopilot Hardware Engineering.
En avril 2018, Keller s’est joint à Intel, où il a occupé le poste de vice-président principal,. Il a démissionné d’Intel en juin 2020 en invoquant officiellement des raisons personnelles. Bien que plus tard, il a été signalé qu’il a laissé sur un différend sur la question de savoir si la société devrait externaliser plus de sa production.
Jim Keller s’est joint à Tenstorrent à titre de chef de la technologie en décembre 2020.

## Vie privée
L’épouse de Jim Keller, Bonnie, est la sœur de l’auteur et psychologue clinicien canadien Jordan Peterson.